# Битка за Додеканезе
Битка за Додеканезе (енгл. Dodecanese campaign) у јесен 1943. била је део медитеранског ратишта у Другом светском рату. Био је то покушај Савезника да искористе капитулацију Италије да заузму Додеканезе, који су били под италијанском окпацијом. Битка је завршена победом Немаца.

## Операције
После капитулације Италије (8. септембра 1943), Немци су пожурили да преузму од Италијана најважније стратегијске положаје на Медитерану. У Егејском мору Немци су истог дана заузели најважнија острва Додеканеза, Родос и Карпатос, која су имала аеродроме, а Британци су средином септембра 1943. посели слабијим снагама Кос, Лерос, Самос и нека мања острва.
Захваљујући повољном распореду база и појачању ваздухопловних снага у јужној Грчкој, Немци су нанели осетне губитке британским поморским снагама у тим водама; почетком октобра заузели су Кос, а средином новембра, поморскодесантним и ваздушнодесантним трупама заузели су Лерос, после чега су се Британци повукли са Самоса и других острва.